# KPD-Bundestagsfraktion
Die KPD-Bundestagsfraktion – ab dem Januar 1952 Gruppe der KPD – war in der ersten Wahlperiode des Deutschen Bundestages die Fraktion der Kommunistischen Partei Deutschlands. Sie setzte sich anfangs aus 15 Mitgliedern zusammen, darunter eine Frau. 
Aufgrund der neuen Geschäftsordnung des Deutschen Bundestages wurde ab dem 1. Januar 1952 die Mindeststärke einer Fraktion von bisher 10 auf 15 Mitglieder erhöht. Wegen der Mandatsniederlegung des KPD-Abgeordneten Kurt Müller im Mai 1950, die nicht anerkannt wurde, unterschritt die KPD diese Zahl. Der Zusammenschluss der nunmehr 14 KPD-Abgeordneten wurde deshalb zur Gruppe der KPD herabgestuft.

## Mitglieder
| Mitglied des Bundestages | Lebensdaten | Bundesland/Landesliste | Bemerkung |
| ------------------------ | ----------- | ---------------------- | --- |
| Willi Agatz              | 1904–1957   | Nordrhein-Westfalen    | |
| Walter Fisch             | 1910–1966   | Hessen                 | |
| Gustav Gundelach         | 1888–1962   | Hamburg                | |
| Paul Harig               | 1900–1977   | Nordrhein-Westfalen    | |
| Rudolf Kohl              | 1895–1964   | Württemberg-Baden      | eingetreten am 26. Januar 1950 für Robert Leibbrand                                                                                             |
| Robert Leibbrand         | 1901–1963   | Württemberg-Baden      | ausgeschieden am 26. Januar 1950 |
| Kurt Müller              | 1903–1990   | Nordrhein-Westfalen    | ab 10. Mai 1950 fraktionslos; in Ost-Berlin als Westspion verhaftet, die aus Berlin (Ost) mitgeteilte Mandatsniederlegung wurde nicht anerkannt |
| Oskar Müller             | 1896–1970   | Hessen                 | |
| Otto Niebergall          | 1904–1977   | Rheinland-Pfalz        | |
| Heinrich Niebes          | 1890–1966   | Nordrhein-Westfalen    | eingetreten am 10. Juli 1952 für Walter Vesper                                                                                                  |
| Hermann Nuding           | 1902–1966   | Württemberg-Baden      | ausgeschieden am 20. April 1951 |
| Hugo Paul                | 1905–1962   | Nordrhein-Westfalen    | |
| Max Reimann              | 1898–1977   | Nordrhein-Westfalen    | Vorsitzender der KPD-Bundestagsfraktion (7. September 1949 bis 16. Januar 1952), Vorsitzender der Gruppe der KPD (seit 16. Januar 1952)         |
| Heinz Renner             | 1892–1964   | Nordrhein-Westfalen    | |
| Friedrich Rische         | 1914–2007   | Nordrhein-Westfalen    | |
| Gertrud Strohbach        | 1911–2002   | Württemberg-Baden      | eingetreten am 16. Mai 1951 für Hermann Nuding                                                                                                  |
| Grete Thiele             | 1913–1993   | Nordrhein-Westfalen    | |
| Walter Vesper            | 1897–1978   | Nordrhein-Westfalen    | ausgeschieden am 30. Juni 1952 |

Quelle

## Wahlergebnisse
| Wahltag           | Stimmenanzahl                                | Stimmenanteil                            | Mandate |
| ----------------- | -------------------------------------------- | ---------------------------------------- | ------- |
| 14. August 1949   | 1.361.706                                    | 5,7 %                                    | 15      |
| 6. September 1953 | 611.317 (Erststimmen) 607.860 (Zweitstimmen) | 2,2 % (Erststimmen) 2,2 % (Zweitstimmen) | –       |